# 帕夫倫科韋 (列別金市鎮)
50°45′12″N 34°20′8″E / 50.75333°N 34.33556°E
帕夫倫科韋（烏克蘭語：Павленкове）是位於烏克蘭東北部的村莊，由蘇梅州蘇梅區的萊貝丁市鎮負責管轄。該村處於格倫河右岸，距離馬爾滕齊1.5公里，海拔高度169米，2001年人口362。